# Partito Repubblicano Unito (Kenya)
Il Partito Repubblicano Unito (in inglese: United Republican Party -  URP) è un partito politico kenyota fondato nel 2012.
Sostiene Uhuru Kenyatta, Presidente dal 2012.

## Risultati elettorali
| Elezione          | Voti      | % | Seggi    |
| ----------------- | --------- | - | -------- |
| Parlamentari 2013 | 1.509.802 |   | 75 / 349 |

| Elezione           | Candidato      | Voti      | % | Esito     |
| ------------------ | -------------- | --------- | - | --------- |
| Presidenziali 2013 | Uhuru Kenyatta | 6.173.433 |   | ✔️ Eletto |